# Moisio, Lojo
Moisio är stadsdel nummer 6 i Lojo stad i det finländska landskapet Nyland. Stadsdelen ligger strax intill Lojo centrum. Moisio gränsas i norr av den före detta Lojo kustbanan, i öster av Lojoåsen och i väster av Lojo prästgårds åkrar.

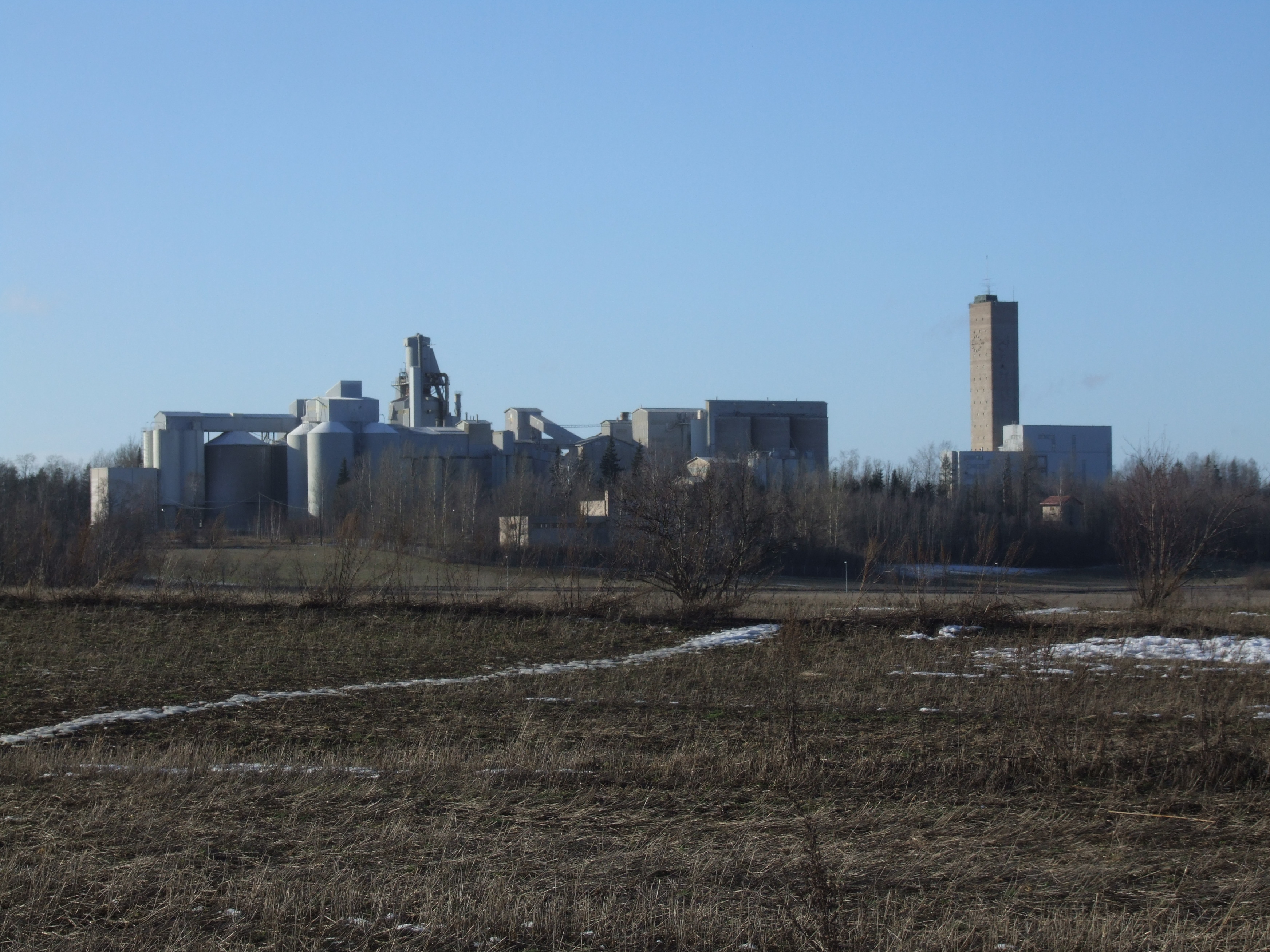
Tytyri gruva sett från Moisio

Bostadsområdet består i huvudsakligen av egnahemshus byggda under 1950-talet, höghus vid Nummisvägen byggda på 1980-talet och ett rådhusområde som byggdessenare. Det finns två daghem i Moisio. Moisio skola revs år 2011.
I Moisios norra del finns Moisioviken (finska: Moisionlahti) och badstrand med två tennisbanor. Från Moisioviken kan man segla till Lojosjön.